# Уберландия (микрорегион)

Уберландия на карте.

Уберландия (порт. Microrregião de Uberlândia) — микрорегион в Бразилии, входит в штат Минас-Жерайс. Составная часть мезорегиона Триангулу-Минейру-и-Алту-Паранаиба. 
Население составляет 	820 245	 человек (на 2010 год). Площадь — 	18 772,278	 км². Плотность населения — 	43,69	 чел./км².

## Демография
Согласно сведениям, собранным в ходе переписи 2010 г. Национальным институтом географии и статистики (IBGE), население микрорегиона составляет:						
| Полное население                             | Полное население                             | Полное население                             | Полное население                             | 820 245 |
| -------------------------------------------- | -------------------------------------------- | -------------------------------------------- | -------------------------------------------- | ------- |
| в том числе:                                 | Городское население                          | 777 022                                      | Процент городского населения, %              | 94,73   |
|                                              | Сельское население                           | 43 223                                       | Процент сельского населения, %               | 5,27    |
|                                              | Мужское население                            | 403 587                                      | Процент мужского населения, %                | 49,20   |
|                                              | Женское население                            | 416 658                                      | Процент женского населения, %                | 50,80   |
| Плотность населения, чел/км²                 | Плотность населения, чел/км²                 | Плотность населения, чел/км²                 | Плотность населения, чел/км²                 | 43,69   |
| Население микрорегиона в % к населению штата | Население микрорегиона в % к населению штата | Население микрорегиона в % к населению штата | Население микрорегиона в % к населению штата | 4,19    |

## Статистика
- Валовой внутренний продукт на 2003 год составляет 9 814 048 753,00 реалов (данные: Бразильский институт географии и статистики).
- Валовой внутренний продукт на душу населения на 2003 год составляет 12 992,38 реалов (данные: Бразильский институт географии и статистики).
- Индекс развития человеческого потенциала на 2000 год составляет 0,821 (данные: Программа развития ООН).

## Состав микрорегиона
В составе микрорегиона включены следующие муниципалитеты:
1. Арагуари
2. Арапоран
3. Канаполис
4. Каскалью-Рику
5. Сентралина
6. Индианополис
7. Монти-Алегри-ди-Минас
8. Прата
9. Тупасигуара
10. Уберландия